# Mark Duplass
Mark David Duplass (New Orleans, 7 dicembre 1976) è un attore, sceneggiatore, regista, produttore e musicista statunitense, considerato uno dei fondatori del movimento mumblecore.

## Biografia
Nato a New Orleans, assieme al fratello Jay, si trasferisce a Austin, Texas, per studiare e produrre film a micro-budget. Alto 1,83 m e di etnia Cajun, è sposato dal 2006 con l'attrice Katie Aselton, co-star della serie televisiva The League, da cui ha avuto due figlie, Ora (2007) e Molly (2012). I fratelli Duplass iniziano a dirige e scrivere vari cortometraggi, passati con successo al Sundance Film Festival, nel 2005 Duplass, sempre in collaborazione col fratello, dirige, scrive, produttore ed interpreta il suo primo lungometraggio The Puffy Chair, che vince il premio del pubblico al Sundance 2005 e ottiene due candidature agli Independent Spirit Awards. Successivamente i fratelli Duplass scrivono e dirigono Baghead (2008) e Cyrus.
Nel 2009 si fa notare come attore nella commedia mumblecore Humpday - Un mercoledì da sballo, mentre l'anno successivo recita al fianco di Ben Stiller nella commedia indipendente Lo stravagante mondo di Greenberg. Dal 2009 è tra gli interpreti principali della serie televisiva di FX The League, del cui cast fa parte anche la moglie Katie Aselton. Nel 2010 Duplass ha prodotto l'esordio alla regia della moglie con il film Solo per una notte, e l'anno successivo affianca Emily Blunt nel film drammatico Your Sister's Sister. È il cantante e tastierista del gruppo musicale Volcano, I'm Still Excited!!. I fratelli Duplass hanno creato per il canale via cavo HBO le serie televisive Togetherness e Room 104.

## Filmografia

### Attore

#### Cinema
- The Puffy Chair, regia di Jay Duplass e Mark Duplass (2005)
- Hannah Takes the Stairs, regia di Joe Swanberg (2007)
- Other People's Parties, regia di R. A. White (2009)
- True Adolescents, regia di Craig Johnson (2009)
- Humpday - Un mercoledì da sballo (Humpday), regia di Lynn Shelton (2009)
- Lo stravagante mondo di Greenberg (Greenberg), regia di Noah Baumbach (2010)
- Mars, regia di Geoff Marslett (2010)
- Your Sister's Sister, regia di Lynn Shelton (2011)
- Safety Not Guaranteed, regia di Colin Trevorrow (2012)
- Darling Companion, regia di Lawrence Kasdan (2012)
- Una famiglia all'improvviso (People Like Us), regia di Alex Kurtzman (2012)
- Zero Dark Thirty, regia di Kathryn Bigelow (2012)
- Parkland, regia di Peter Landesman (2013)
- Tammy, regia di Ben Falcone (2014)
- The One I Love, regia di Charlie McDowell (2014)
- Mercy, regia di Peter Cornwell (2014)
- Creep, regia di Patrick Brice (2014)
- The Lazarus Effect, regia di David Gelb (2015)
- Blue Jay, regia di Alex Lehmann (2016)
- Creep 2, regia di Patrick Brice (2017)
- Tully, regia di Jason Reitman (2018)
- Duck Butter, regia di Miguel Arteta (2018)
- Love Sonia, regia di Tabrez Noorani (2018)
- Paddleton, regia di Alex Lehmann (2019)
- Bombshell - La voce dello scandalo (Bombshell), regia di Jay Roach  (2019)
- Language Lessons, regia di Natalie Morales (2021)
- Biosphere, regia di Mel Eslyn (2022)

#### Televisione
- The League – serie TV, 84 episodi (2009-2015)
- The Mindy Project – serie TV, 20 episodi (2012-2016)
- Togetherness – serie TV, 16 episodi (2015-2016)
- Manhunt: Unabomber – miniserie TV, 5 episodi (2017)
- Golia (Goliath) – serie TV, 9 episodi (2018-2019)
- The Morning Show – serie TV,  30 episodi (dal 2019)
- Calls - serie TV, 1 episodio (2021)
- Good American Family – miniserie TV (2025)

#### Cortometraggi
- The New Brad (2002)
- Brighter Days (2003)
- This Is John (2003)
- Scrapple (2004)
- We Todd Did (2004)
- The Intervention (2005)
- Mean (2006)

### Regista
- Scrapple (2004) - cortometraggio
- The Puffy Chair (2005)
- Baghead (2008)
- Cyrus (2010)

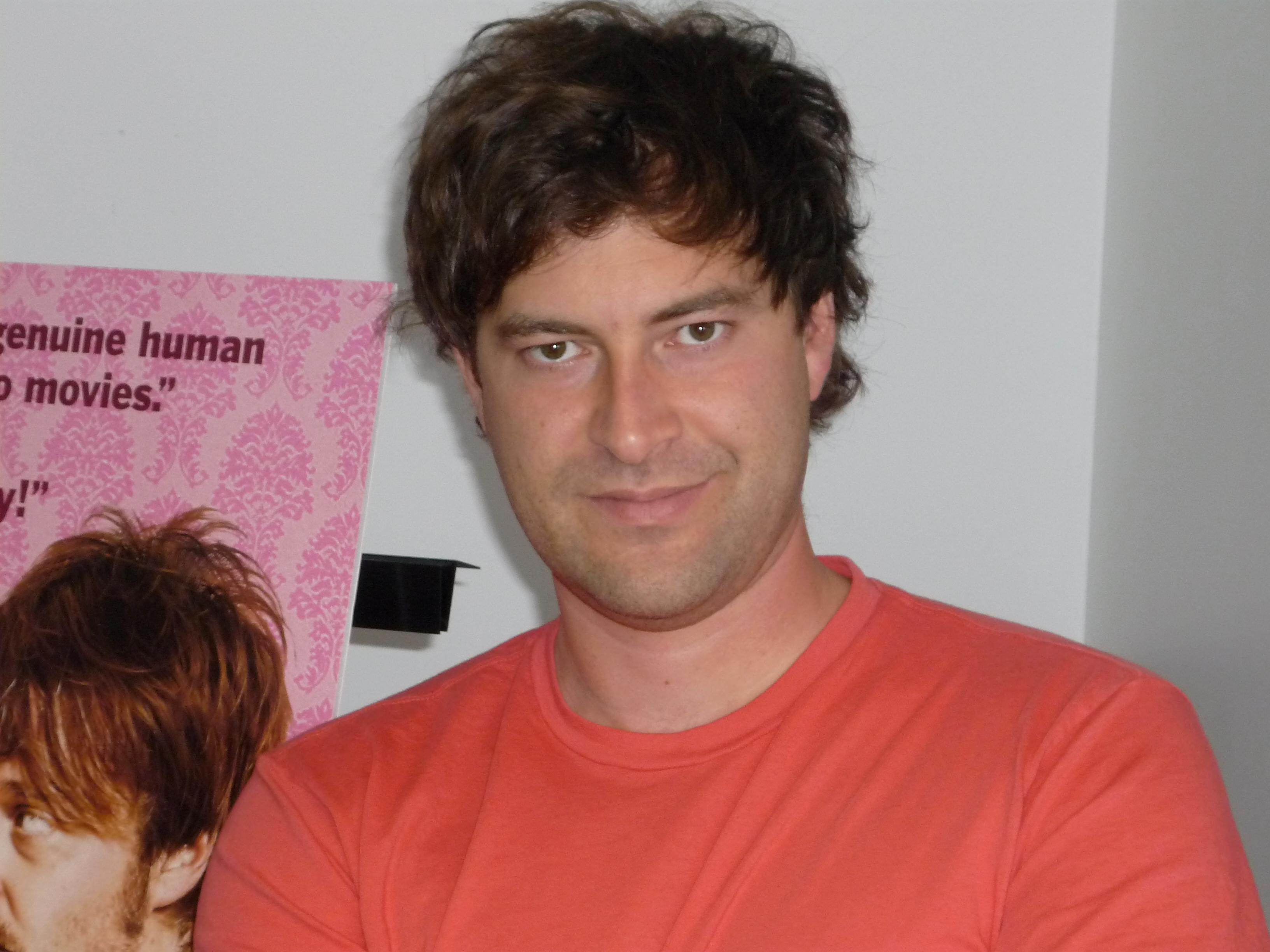
Mark Duplass alla prima di Humpday - Un mercoledì da sballo (2009)

- A casa con Jeff (Jeff, Who Lives at Home) (2012)
- The Do-Deca-Pentathlon (2012)
- Togetherness – serie TV, 15 episodi (2015-2016)
- Room 104 – serie TV, 2 episodi (2018-2019)

### Sceneggiatore
- The New Brad (2002) - cortometraggio
- This Is John (2003) - cortometraggio
- Scrapple (2004) - cortometraggio
- The Intervention (2005) - cortometraggio
- The Puffy Chair (2005)
- Hannah Takes the Stairs (2007)
- Baghead (2008)
- Cyrus (2010)
- A casa con Jeff (Jeff, Who Lives at Home) (2012)
- Black Rock (2012)
- The Do-Deca-Pentathlon (2012)
- Creep (2014)
- Togetherness – serie TV, 16 episodi (2015-2016)
- Blue Jay, regia di Alex Lehmann (2016)
- Tavolo n.19 (Table 19) (2017) - soggetto
- Room 104 – serie TV (2017- in corso)
- Unlovable, regia di Suzi Yoonessi (2018)
- Paddleton, regia di Alex Lehmann (2019)
- Language Lessons, regia di Natalie Morales (2021)
- Biosphere, regia di Mel Eslyn (2022)

### Produttore
- Connect 5 (1996)
- The New Brad (2002) - cortometraggio
- This Is John (2003) - cortometraggio
- Scrapple (2004) - cortometraggio
- The Intervention (2005) - cortometraggio
- The Puffy Chair (2005)
- Baghead (2008)
- Lovers of Hate (2010)
- Solo per una notte (The Freebie) (2010)
- Bass Ackwards (2010)
- Kevin (2011) - documentario
- Safety Not Guaranteed, regia di Colin Trevorrow (2012)
- The Do-Deca-Pentathlon (2012)
- Black Rock (2012)
- Bad Milo!, regia di Jacob Vaughan (2013)
- The One I Love, regia di Charlie McDowell (2014)
- Uniti per sempre (The Skeleton Twins), regia di Craig Johnson (2014)
- Creep, regia di Patrick Brice (2014)
- Adult Beginners, regia di Ross Katz (2014)
- Tangerine, regia di Sean Baker (2015)
- Togetherness – serie TV, 16 episodi (2015-2016)
- 6 anni (6 Years), regia di Hannah Fidell (2015)
- The Bronze - Sono la numero 1 (The Bronze), regia di Bryan Buckley (2015)
- Creep 2, regia di Patrick Brice (2017)
- Room 104 – serie TV (2017-2020)
- Duck Butter, regia di Miguel Arteta (2018)
- Unlovable, regia di Suzi Yoonessi (2018)
- Paddleton, regia di Alex Lehmann (2019)

### Montatore
- Scrapple (2004) - cortometraggio
- The Intervention (2005) - cortometraggio

## Doppiatori italiani
- Guido Di Naccio in Darling Companion, The Lazarus Effect, Paddleton, Good American Family
- Simone D'Andrea in Togetherness, Golia, Manhunt
- Riccardo Niseem Onorato in The League, Tully
- Christian Iansante in Your Sister's Sister, Mercy
- Greg in Humpday - Un mercoledì da sballo
- Alessandro Quarta in Lo stravagante mondo di Greenberg
- Marco De Risi in Safety Not Guaranteed
- Edoardo Stoppacciaro in Una famiglia all'improvviso
- Sandro Acerbo in Zero Dark Thirty
- Franco Mannella in Parkland
- Lorenzo Scattorin in The Mindy Project
- Alessio Cigliano in Tammy
- Federico Zanandrea in Blue Jay
- Diego Baldoin in Creep 2
- Riccardo Rossi in Bombshell - La voce dello scandalo
- Alessandro Rigotti in The Morning Show